# Madrid on rails
MadridOnRails es una iniciativa promovida por el Ayuntamiento de Madrid (España), que se engloba dentro del proyecto de La Catedral de las Nuevas Tecnologías, y financiada por el Plan Avanza. El centro MadridOnRails comenzó su andadura de manera oficial en junio de 2009, y su pretender ser un centro neurálgico de Dinamización, Formación, Promoción y Difusión de las tecnologías abiertas como RoR, “Software As a Services” y de la flosofía “Menos es Más”.
Desde el punto de vista práctico, MadridOnRails se creó como un centro para la PYME, que sirviese como motor del conjunto de actuaciones que el Ayuntamiento de Madrid realiza en materia de impulso al desarrollo de la Sociedad de la información y la reducción de la brecha digital en la PYME.
El objetivo fundamental de MadridOnRails es dinamizar, difundir y promocionar las Tecnologías emergentes dentro de la PYME. Su Centro pretende crear una red de conocimiento e innovación que genere oportunidades de negocio, y un conjunto de servicios y aplicaciones web 2.0 que faciliten una gestión más eficiente de los recursos.

## ¿A quién va dirigido MadridOnRails?
Desde un punto de vista estratégico, MadridOnRails se dirige a las PYMES que buscan apoyo para el desarrollo de nuevos productos tecnológicos software, ya sea a nivel técnico, financiero o de estudio de mercado. Además, MadridOnRails apoya de esta forma a la comunidad de desarrolladores Ruby on Rails y Open Source, que encuentra empresas que necesiten de sus servicios para desarrollar ideas innovadoras.
Desde un punto de vista tecnológico, el centro persigue ayudar a promover tecnologías abiertas como RoR, o conceptos tan actuales como el SaaS (Software as a Service), y sobre todo, llevar a máximo nivel su filosofía del "Menos en Más".

## Funciones del centro
- Dinamización, difusión, promoción y desarrollo de una nueva generación de aplicaciones Web 2.0 para la PYME
- Formación en las tecnologías y modelos del centro: “Ruby on Rails”, Software Libre y Web 2.0
- Centro de Referencia Internacional en tecnología, aplicaciones y servicios emergentes basados en “Ruby on Rails” y Software Libre
- Realización de Proyectos de Innovación de alcance nacional e internacional en colaboración con la Universidad, Centros de Investigación y Empresas dirigidos a la PYME
- Gestión, desarrollo y transferencia de proyectos “seed” tecnológicos del Ayuntamiento

## Áreas de Actuación
El centro de MadridOnRails actúa en tres áreas bien diferenciadas: Formación, Web 2.0 y Desarrollo de aplicaciones y proyectos.
- Formación: El centro cuenta con un plan de formación off-line y otro plan en línea gestionado a través de la plataforma ESCUELAgem, que permite ofrecer clases dirigidas por un profesor no presencial. Entre los cursos que ya tiene definidos el centro se encuentran algunos dedicados a Rails, Web 2.0, Ruby o Creación de proyectos 2.0.
- Web 2.0: La Web del centro de MadridOnRails se creó para ofrecer servicios de valor añadido, dando soporte a la comunidad de usuarios del centro, ofreciendo información del mismo, y ofreciendo de manera gratuita algunas aplicaciones de tipo SaaS de gran utilidad para las PYMEs actuales: FACTURAgem, LISTASgem, GASTOSgem, o VENTASgem entre otros.
- Desarrollo de aplicaciones y proyectos: El centro de encarga de valorar e identificar los proyectos que les hagan llegar PYMES y emprendedores, y estudiar su viabilidad, y ver sus posibilidades comerciales y técnicas. A partir de ahí, el centro dará soporte a cada proyecto en 3 etapas distintas.
La primera, el Prototipado, en la que el centro ayudará y colaborará de manera activa para crear una prueba de concepto de cada proyecto para hacerlo más tangible y así dar el primer paso para ponerlo en marcha. La segunda, la de Start-Up, cuando una vez superada la prueba de concepto, el centro podrá brindar ayuda para que el equipo del proyecto siga trabajando con el centro de MadridOnRails y su comunidad. Y la última, la del Lanzamiento, donde el centro podrá colaborar con los artífices del proyecto para lograr su lanzamiento al mercado.